# Osterlands voetbalkampioenschap 1927/28
In 1927/28 werd het vijfde Osterlands voetbalkampioenschap gespeeld, dat georganiseerd werd door de Midden-Duitse voetbalbond. Wacker Gera werd kampioen en plaatste zich voor de Midden-Duitse eindronde. 
De club versloeg SVgg Meerane 07, SV 01 Gotha en SuBC Plauen. In de halve finale moest de club de duimen leggen tegen Wacker Halle.

## Gauliga
| Plaats | Club                   | Wed. | W  | G | V | Saldo | Ptn.  |
| ------ | ---------------------- | ---- | -- | - | - | ----- | ----- |
| 1.     | FC Wacker 1910 Gera    | 12   | 10 | 1 | 1 | 46:14 | 21:3  |
| 2.     | FC Concordia Gera-Reuß | 12   | 7  | 2 | 3 | 41:28 | 16:8  |
| 3.     | VfB Pößneck            | 12   | 5  | 3 | 4 | 28:25 | 13:11 |
| 4.     | FC Thüringen Weida     | 12   | 5  | 2 | 5 | 24:38 | 12:12 |
| 5.     | SpVgg 04 Gera          | 12   | 3  | 4 | 5 | 35:35 | 10:14 |
| 6.     | PSV Gera               | 12   | 2  | 4 | 6 | 24:31 | 8:16  |
| 7.     | SV Schmölln 1913       | 12   | 1  | 2 | 9 | 24:51 | 4:20  |

|  | Kampioen, geplaatst voor Midden-Duitse eindronde |